# 野村政修
野村 政修 (のむら まさのぶ、1958年11月1日 - )は日本の経済学者。九州国際大学教授。環境経済学。

## 略歴
1982年 大阪市立大学商学部卒業。
1986年 岡山大学大学院経済学研究科修士課程修了。
1992年 京都大学大学院経済学研究科博士後期課程退学、日本学術振興会特別研究員。
1994年 京都大学経済学部研修員。1997年 京都大学博士（経済学）。
1998年 九州国際大学経済学部助教授。2001年 教授（同時に大学院企業政策研究科講義担当）。2009年 経済学部長。2014年 副学長。
2018年 現代ビジネス学部長、 地域連携センター長。
大規模開発による地域社会・経済に与える影響についての研究が顕著。他にカザフスタン・ウズベキスタンにおける農業経済の研究がある。

## 著書
- 『カザフスタンを知るための60章』 執筆(58章アラル海調査と環境問題)編著 宇山智彦　共著 味方俊介 井上徹 大谷順子 他　明石書店　2015年

## 論文
- 『シルダリヤ下流域の自然環境保全と灌漑農業』　スラブ研究　1998年
- 『The Change of a rural village in Kazakhstan 』　Studies of Liberal Arts 　2000年
- 『環境劣化を改善するための開発計画』　九州国際大学教養研究　2002年
- 『独立後のカザフスタンとウズベキスタンの農業』　九州国際大学教養研究　2009年
- 『北九州市が取り組んできた環境政策』　九州国際大学経営経済論集　2011年
- 『北九州市における環境産業の形成』　　九州国際大学経営経済論集　2013年